# قرمونة (قنطبرية)
قرمونة هي مركز سكاني تابع لمجلس مدينة كَبويرنجة في قنطبرية على بعد 11 كم من عاصمة البلدية.